# Campoletis hongkongensis
Campoletis hongkongensis là một loài tò vò trong họ Ichneumonidae.